# 大手饅頭伊部屋
株式会社大手饅頭伊部屋（おおてまんじゅういんべや）は、岡山市北区にある和菓子の製造・販売の企業である。商品の中で特に大手まんぢゅうが有名。

## 概要
1837年（天保8年）に創業。伊部屋永吉という人物が岡山城の城下町であった現在の京橋町に「伊部屋」として店舗を構えたとされる。
岡山城大手門付近に店舗があったため、岡山藩主が主力商品の饅頭に「大手饅頭（大手まんぢゅう）」と名付けた。岡山藩主の池田家のお茶会の席には必ず伊部焼（備前焼）の茶器とともに大手まんぢゅうが出されたという。
その後、大手まんぢゅうが備前名物として知られるようになり、屋号の前に「大手饅頭」を付けるようになった。

## 事業所
- 本店 - 創業地と同じ京橋町にある。実質的な本社機能は下記の雄町工場である。
- 雄町工場 - 岡山市中区。名水百選に選ばれている「雄町の冷泉」を和菓子製造に使用するために建設。実質上の本社機能も備えている。

この他、岡山市内を中心に県内各地に直売所・取扱店がある。

## 商品
現在
- 大手まんぢゅう
- もなみ
- つぶぞろい
- 水羊羹（夏季限定）

売り上げ構成は、大手まんぢゅうが90%、もなみが9%、つぶぞろいが1%で、売り上げの大半が大手まんぢゅうである。